# Кандаковка (Юргамиський район)
Кандако́вка (рос. Кандаковка) — присілок у складі Юргамиського району Курганської області, Росія.
Населення — 14 осіб (2010, 0 у 2002).